# Рашевский сельский совет
Рашевский сельский совет (укр. Рашівська сільська рада) — входит в состав
Гадячского района
Полтавской области
Украины.
Административный центр сельского совета находится в 
с. Рашевка.

## История
- 1968 — дата образования.

## Населённые пункты совета
- с. Рашевка
- с. Новый Выселок